# Linda Haynes
Linda Haynes   (Florida, 4 de novembre de 1947 - Carolina del Sud, 17 de juliol de 2023) va ser una actriu estatunidenca que va aparèixer en diverses pel·lícules a la dècada de 1970 i principis dels 80 abans de retirar-se del negoci i convertir-se en secretària legal. Membre de tota la vida de The Actors Studio, Haynes fou coneguda pels seus papers a Coffy, The Nickel Ride i Rolling Thunder.

## Carrera
La primera pel·lícula de Haynes va ser Latitude Zero el 1969, en el que també hi participaven Cesar Romero, Richard Jaeckel, i Joseph Cotten. Després va aparèixer en pel·lícules com Coffy (1973), The Nickel Ride (1974), Amb l'aigua al coll (1975), Rolling Thunder (1977), Human Experiments (1979), Guyana Tragedy: The Story of Jim Jones (1980), i Brubaker (1980). Al XIV Festival Internacional de Cinema Fantàstic i de Terror de 1981 va guanyar el Premi a la millor actriu. Va abandonar misteriosament el món de la interpretació el 1980 i va ser trobada el 1995 pel director Quentin Tarantino i l'autor Tom Graves. El 2015 Graves va publicar un llarg perfil sobre ella titulat Blonde Shadow: The Brief Career and Mysterious Disappearance of Actress Linda Haynes que s'inclou en la seva antologia Louise Brooks, Frank Zappa, & Other Charmers & Dreamers.

## Avaluació crítica
Tot i que fins ara no ha aparegut cap tractament substancial de la seva carrera, Graves i Tarantino estan lluny de ser els únics a citar la integritat del treball de Haynes, encara que alguns també noten un fracàs corresponent dels cineastes per fer-ne un bon ús. En una ressenya de 1977 de Rolling Thunder a la New York Magazine, Molly Haskell comenta:
| « | Els homes... surten millor que les dones perquè estan excusats de pronunciar mai una paraula. Linda Haynes, que va ser tan emocionant i autènticament rural a Nickel Ride de Robert Mulligan, té el paper més desagraït de la dona adoradora i impossiblement pacient que ha de balbucejar per omplir els silencis. | » |

En la seva crítica d'un llibre a la trajectòria del cinema, pel que fa al veterà de tornada a casa, l'autor Emmett Early parla de la mateixa pel·lícula:
| « | Linda Haynes interpreta la cambrera amb un abandó mesurat. Ella diu en un moment donat, després que Charlie l'hagi involucrat en una escena violenta: "Per què em quedo penjada d'homes bojos?" Charlie respon: "Aquest és l'únic tipus que queda". Es descriu a si mateix com ja mort quan ella intenta fer-li l'amor. Igual que Charlie, la pel·lícula no aconsegueix aprofitar el seu talent. | » |

Revisant el llançament en DVD de The Nickel Ride l'any 2011, Fernando F. Croce de Slant Magazine (qui en altres llocs cita "la no anunciada Linda Haynes") assenyala que el seu protagonista oprimit (interpretat pel dramaturg en algun moment Jason Miller):
| « | no obstant això, s'aferra a un fil d'autoestima taciturna, en gran part gràcies a la seva "esposa" Sarah (el cas perenne "Whatever Happened To?" Linda Haynes, una mena de Sissy Spacek de segona mà que pot imprimir tota una vida atrotinada. en la forma en què mou els malucs). | » |

En revisar la mateixa pel·lícula, el crític Glenn Erickson assenyala que la "núvia intensament lleial... ex-ballarina" del protagonista és interpretada per "la notable Linda Haynes".